# HD 212168
HD 212168，又名CP-75 1748，SAO 258036、HR 8526，是一颗恒星，视星等为6.04，位于銀經314.28，銀緯-38.73，其B1900.0坐标为赤經22h 17m 10.5s，赤緯-75° -38.73′ 20″。